# 喬吉特·盧布朗
喬治·勒布朗（英語：Georgette Leblanc，1869年2月8日—1941年10月27日）是法國歌劇女高音，女演員，作家，也是小說家莫里斯·盧布朗（Maurice Leblanc）的姐姐。她與儒勒·马斯内（Jules Massenet）的作品特別相關，並且是比才（Bizet）創作歌劇《卡門》（Carmen）中女主角備受推崇的演繹者。